# Pál Csernai
Pál Csernai (Pilis, 21 ottobre 1932 – Budapest, 1º settembre 2013) è stato un allenatore di calcio e calciatore ungherese.

## Palmarès

### Giocatore
- Campionato della Germania Meridionale: 1

Karlsruhe: 1957-1958

### Allenatore
- Campionato tedesco: 2

Bayern Monaco: 1979-1980, 1980-1981
- Coppa di Germania: 1

Bayern Monaco: 1981-1982
- Coppa di Portogallo: 1

Benfica: 1984-1985